# Interclasseuse
 (mars 2024).
L’interclasseuse est un appareil de mécanographie destiné à réunir en un seul paquet des cartes perforées ayant deux formats de saisie différents mais un champ commun permettant de les relier logiquement (par exemple un en-tête de facture et les lignes de facture correspondantes).
L'interclasseuse comporte deux pistes de lecture (primaire et secondaire) ayant chacune sa case d'alimentation. Chaque piste est terminée par un clapet commandé en fonction de la lecture effectuée, donnant accès à la piste commune d'éjection qui débouche sur 2 à 4 cases. Chacun des paquets de cartes introduits a été au préalable trié sur le champ commun.